# Кино клуб Београд
Kино клуб Београд  је било аматерска филмска радна заједница настала на оснивачкој скупштини 27 маја 1951 коју  су чини чланови Фото клуба Београд.
То је било јединствено алтернативно место филмске уметности 60 -их година у Београду у коме су аматерске радове стварали аутори једног од најважнијег периода у историји домаће кинематографије - Црног таласа.
Своје умеће су овде стицали аутори попут Марка Бабца ( урадио за Кино клуб аматерске радове тј. кратке филмове као што су: Дрвени коњиц, Браћа и Каин и Авељ), Кокана Ракоњца ( Бела марамица), Живојин Павловић (Триптих о материји и смрти), Драгољуба Ивкова (Волите се људи), Душана Макавејева ( Печат и Антонијево развијено огледало), Срђана Карановића (Понедељак) итд. 
Ваља још споменути и помоћног редитеља Драгана Кресоју, сниматеље Александра Петковића и Пегу Поповића, монтажера Вуксана Луковца који су овде такође стицали неопходна знања.
Историја Кино клуба Београд, највећег филмског клуба у Србији и бившој СФРЈ, истовремено била је историја борбе његових чланова за модеран и слободан филм.
Својим оригиналним, крајње субјективним и провокативним делима, обележили су једну значајну етапу југословенског филмског аматеризма.
Истовремено, ненамерно а и неминовно супротставили су се званичној кинематографији и режимским ставовима и партијским директивама у уметности
Осим кратких произвели су одређен број дугометражних играних филмова који су освајали награде а нападани од званичне власти да руше уставни поредак земље. Ваља поменути Издајника Кокана Ракоњца, Делије Миће Поповића, Деца војводе Шмита Владимира Павловића итд.
Кино клуб Београд се угасио крајем 60 - их година са свеопштом комерцијализацијом и укидањем Организације народне технике која је члановима Клуба обезбеђивала траку за њихове ране радове.Од целог богатства створеног на том месту, које је деценијама трунуло у подруму зграде градић Пејтон и на удару подземних вода, сачувано је неколико кутија са филмовима (око 159 ролни) које су тек 2003 године пребачене у архив Југословенске кинотеке.
Неколицина радника угашеног Кино клуба 1969 године покрећу радну организацију Филм данас који се једним делом може сматрати неким наследником Кино клуба.

## Продукција филмова
| Год.     | Назив                    | Улога |
| -------- | ------------------------ | ----- |
| 1960.-те |                          |       |
| 1964.    | Издајник                 |       |
| 1965.    | Клаксон                  |       |
| 1965.    | Ко пуца отвориће му се   |       |
| 1965.    | Девојка (филм)           |       |
| 1967.    | Празник                  |       |
| 1967.    | Деца војводе Шмита       |       |
| 1967.    | Пошаљи човека у пола два |       |
| 1968.    | Делије                   |       |
| 1968.    | Пре истине               |       |
| 1969.    | Велики дан               |       |